# Preuilly, Cher
Preuilly är en kommun i departementet Cher i regionen Centre-Val de Loire i de centrala delarna av Frankrike. Kommunen ligger  i kantonen Lury-sur-Arnon som tillhör arrondissementet Vierzon. År 2022 hade Preuilly 473 invånare.

## Befolkningsutveckling
Antalet invånare i kommunen Preuilly
Referens:INSEE